# Jahodná (district de Dunajská Streda)
Pour les articles homonymes, voir Jahodná.
Jahodná est un village de Slovaquie situé dans la région de Trnava.

## Histoire
Première mention écrite du village en 1539.

## Démographie

### Évolution de la population
| Année:               | 1994. | 2004.   | 2014.   | 2024.   |
| -------------------- | ----- | ------- | ------- | ------- |
| Nombre de personnes: | 1422  | 1440    | 1534    | 1666    |
| Différence:          |       | +1,26 % | +6,52 % | +8,60 % |

| Année:               | 2023. | 2024.   |
| -------------------- | ----- | ------- |
| Nombre de personnes: | 1657  | 1666    |
| Différence:          |       | +0,54 % |